# Geleira Armira

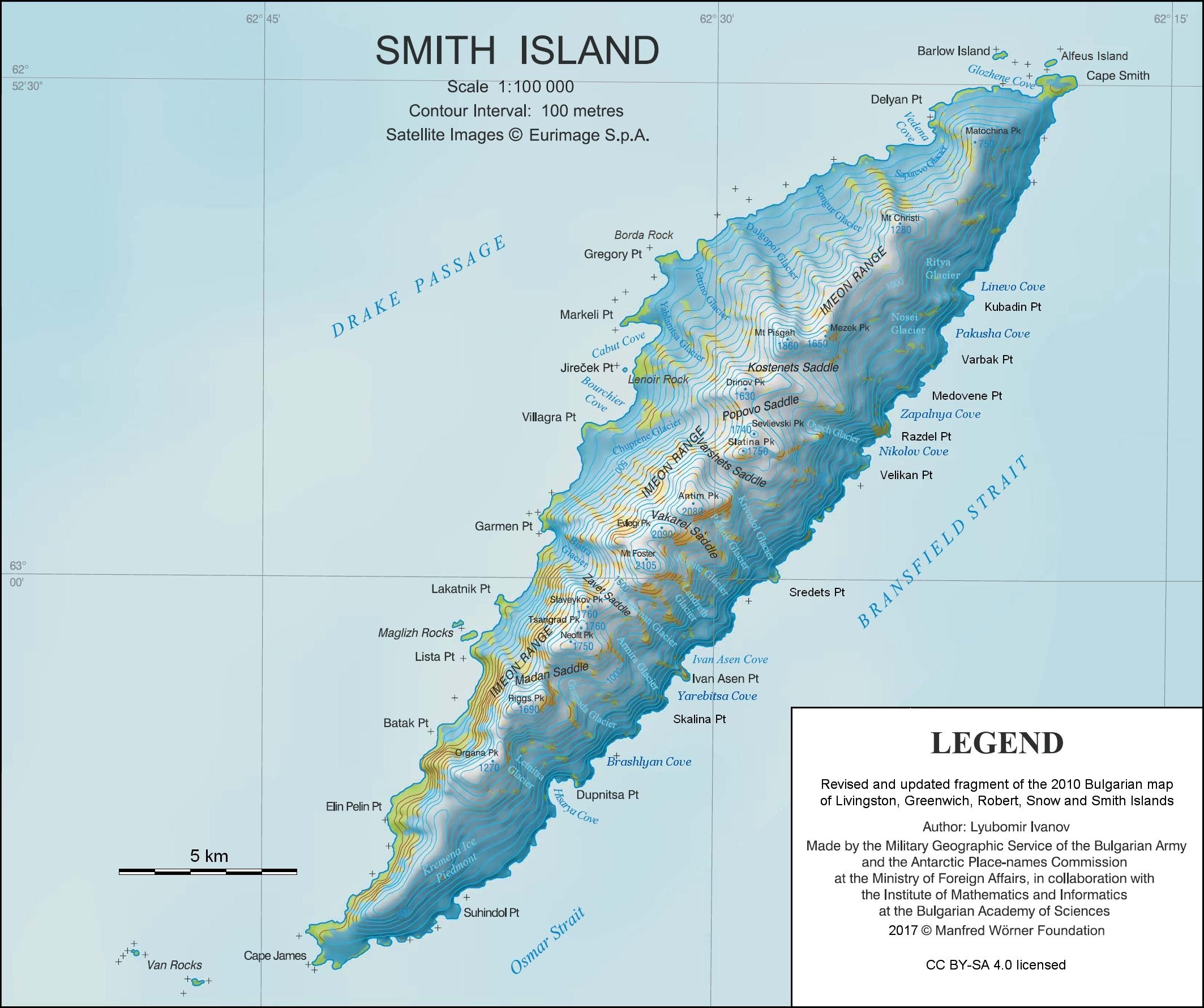
Mapa topográfico da ilha Smith.

Geleira Armira ( em búlgaro:  ледник Армира )geleira longa na Ilha Smith, nas Ilhas Shetland do Sul, na Antártica, drenando as encostas sudeste de Imeon ,a sudeste do pico de Slaveykov e a leste do pico de Neofit . Situa-se a sudoeste da Geleira Dragoman e a nordeste da Geleira Gramada, e flui para sudeste em Yarebitsa Cove, no Estreito de Osmar . Mapeamento antecipado da Bulgária em 2009. A geleira tem o nome do rio Armira, no sudeste da Bulgária .

## Mapas
- Carta de Shetland do Sul, incluindo Coronação, etc. da exploração da saveiro Dove nos anos 1821 e 1822 por George Powell Comandante da mesma. Escala ca. 1: 200000. Londres: Laurie, 1822.
- LL Ivanov. Antártica: Ilhas Livingston e Greenwich, Robert, Snow e Smith. Escala 1: 120000 mapa topográfico. Troyan: Fundação Manfred Wörner, 2010. ISBN 978-954-92032-9-5    (Primeira edição de 2009. ISBN 978-954-92032-6-4 ISBN   978-954-92032-6-4 )
- Ilhas Shetland do Sul: Smith e Low Islands. Escala 1: 150000 mapa topográfico No. 13677. Pesquisa Antártica Britânica, 2009.
- Banco de dados digital antártico (ADD). Escala 1: 250000 mapa topográfico da Antártica. Comitê Científico de Pesquisa Antártica (SCAR). Desde 1993, regularmente atualizado e atualizado.
- LL Ivanov. Antártica: Livingston Island e Smith Island . Escala 1: 100000 mapa topográfico. Fundação Manfred Wörner, 2017. ISBN 978-619-90008-3-0 ISBN   978-619-90008-3-0

## Ligações externas

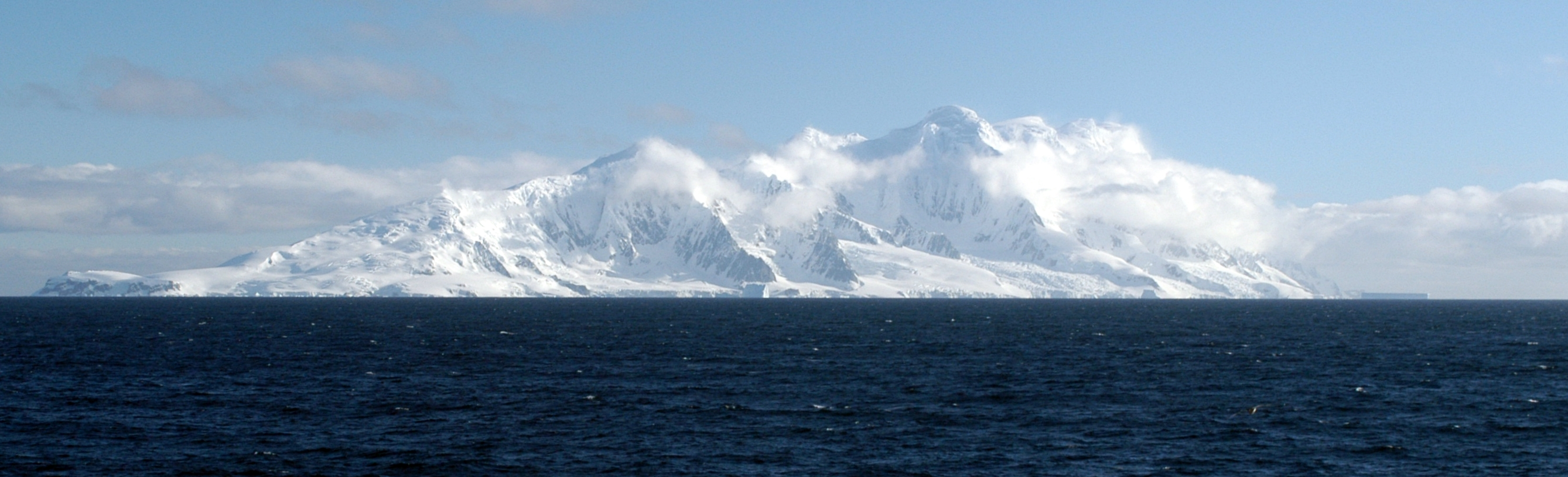
O lado sudeste da Ilha Smith do Estreito de Osmar